# Васильєва Лариса Миколаївна
Лариса Миколаївна Васильєва (23 листопада 1935, Харків — 27 лютого 2018, Лобня) — радянська та російська поетеса, прозаїк та драматург, філолог. Автор понад двадцять поетичних збірок. Засновниця музею «Історія танка Т-34».

## Біографія
Народилася 23 листопада 1935 року в Харкові в сім'ї інженера Миколи Олексійовича Кучеренка, одного із творців серії танків БТ та Т-34.
У 1958 році закінчила філологічний факультет МДУ.
Померла у віці 82 років — 27 лютого 2018 року. Похована в Москві на Троєкурівському цвинтарі (18 діл.).

### Літературна діяльність
Почала писати з дитинства, один вірш був опублікований в газеті «Піонерська правда». Перші «дорослі» вірші Лариси Васильєвої були опубліковані в журналах «Юність», «Молода гвардія», «Москва». Друкується із 1957 року. Автор понад двадцяти поетичних збірок та поем («Льняная луна», 1966; «Огневица», 1969; «Лебеда», «Синий сумрак», обидві 1970; «Одна земля — одна любовь», 1973; «Радуга снега», 1974; «Поляна», 1975; «Огонь в окне», 1978; «Русские имена», 1980; «Василиса», 1981; «Роща», 1984; «Светильник», 1985; «Странное свойство», 1991). У них поетеса звертається до тем війни, історичних доль Росії, любові та природи, розмірковує над протиріччями і складним внутрішнім світом сучасника.
Проживши понад п'ять років у Великій Британії разом із чоловіком, газети «Ізвестія» Олегом Васильєвим, написала серію нарисів «Альбион и тайна времени» (1-е видання 1978; 2-е доповнене видання 1983), що відкрили в письменниці обдарованого прозаїка.
У 1983 році вийшла у світ книга «Книга об отце» — роман-спогад про батька, результат завзятих пошуків та численних зустрічей із ветеранами — танкобудівниками та танкістами. Книга здобула величезний читацький відгук: «Відгуком на публікацію стали в буквальному сенсі мішки листів, у яких люди, тим чи іншим чином причетні до танка Т-34, ділилися з Л. М. Васильєвою фактами, спогадами, надсилали фотографії, документи». На основі матеріалів, надісланих читачами, Ларисою Васильєвою було створено домашній музей «Історія тридцятьчетвірки», який 2 травня 1985 року прийняв перших відвідувачів.
Лариса Васильєва також автор багатьох мемуарних, публіцистичних та літературно-критичних робіт (вірші Життя, смерть і Пушкін, Жива жіноча душа, Антігона, Параска — Віра! — про актрису В. П. Марецьку; «Лорд Си Пи і леди Сноу» — про подружжя англійських письменників Ч. П. Сноу і П. Г. Джонсон та ін.). Тему духовних цінностей та ролі письменника у справі морального вдосконалення людини розкриває книга «15 встреч в Останкине» (1989). У її основу покладено виступи, що викликали широкий суспільний резонанс, по Центральному телебаченню відомих радянських письменників В. П. Астаф'єва, Ю. В. Бондарєва, Н. В. Думбадзе, В. С. Пікуля, Ч. Т. Айтматова та В. Г. Распутіна.
У 1993 році вийшла документальна книга «Кремлёвские жёны» з заснованими на особистих враженнях або бесідах з очевидцями оповіданнях про Н. К. Крупську, П. С. Жемчужину, Н. П. Хрущову, В. П. Брежнєву, Р. М. Горбачову та інших жінок, яким випала доля бути дружинами «вождів» радянського народу. У художньо-публіцистичному дослідженні «Дети Кремля» (1997) зупиняється на долі дітей Л. Б. Каменєва, Й. В. Сталіна, С. М. Будьонного, Л. М. Кагановича, М. С. Хрущова та ін.
Лариса Васильєва — автор книг та фільмів з історії Москви.
Твори Лариси Васильєвої перекладені кількома іноземними мовами (зокрема англійською). Письменниця також займалася перекладами з англійської.
Нагороджена премією Московського комсомолу (1967). Удостоєна Бунінської премії у номінації «Поезія» за збірки поезій «Холм» та «Четыре женщины в окне» (2010). Лауреат премії «Имперская культура» імені Едуарда Володіна.
З 1996 — професор Ноттінгемського університету (Великобританія), академік Академії російської словесності.
Пародію на рядки Васильєвої
|  | Но он утешится, неверный, с другим, а может быть, с другой… |

написав Олександр Іванов
|  | <...> С другим, тем более с другою вовек я не утешусь. Нет, я жить могу и дальше смело, мне не пристала роль скупца: того, что ты создать успела, с лихвой мне хватит до конца! |

- Васильева Л. Н. Избранное. — М., 1981.
- Васильева Л. Н. Избранные произведения в 2-х томах. — М., 1989.
- Васильева Л. Н. Льняная луна. — М.: Молодая гвардия, 1966.
- Васильева Л. Н. Огневица. — М., 1969.
- Васильева Л. Н. Лебеда. — М.: 1970
- Васильева Л. Н. Синий сумрак. — М.: Молодая гвардия, 1970.
- Васильева Л. Н. Одна земля — одна любовь. — М., 1973.
- Васильева Л. Н. Встреча. — М.: Правда, 1974.
- Васильева Л. Н. Радуга снега. — М.: Молодая гвардия, 1974.
- Васильева Л. Н. Поляна. — М., 1975.
- Васильева Л. Н. Встречи с Британией. — М., 1977.
- Васильева Л. Н. Альбион и тайна времени. — М. : Современник, 1978.
- Васильева Л. Н. Огонь в окне. — М.: Советский писатель, 1978. — 120 с. — 20 000 экз.
- Васильева Л. Н. Листва. — М., 1980.
- Васильева Л. Н. Русские имена. — М.: Молодая гвардия, 1980.
- Васильева Л. Н. Стихотворения и поэмы. — М.: Правда, 1981.
- Васильева Л. Н. Альбион и тайна времени. — М. : Современник, 1983. — С. 302.
- Васильева Л. Н. Книга об Отце. — М. : Советский писатель, 1984.
- Васильева Л. Н. Роща. — М.: Молодая гвардия, 1984.
- Васильева Л. Н. Созвучия. — М., 1984.
- Васильева Л. Н. Москворечье. — М.: Московский рабочий, 1985.
- Васильева Л. Н. Светильник. — М.: Советский писатель, 1985.
- Васильева Л. Н. Я жду тебя на перекрёстке неба. — М., 1986.
- Васильева Л. Н. О сокровенном. — М., 1987.
- Васильева Л. Н. Облако огня. — М. : Современник, 1988.
- Васильева Л. Н. 15 встреч в Останкине. — 1989. — 304 с. — 20 000 екз. — ISBN 5-250-00353-2.
- Васильева Л. Н. Странное свойство. — М.: 1991
- Васильева Л. Н. Кремлёвские жёны. — М. : Вагриус: Вышэйшая школа, 1993. — 544 с. — 15 000 екз. — ISBN 5-339-00927-0.
- Васильева Л. Н. Дети Кремля. — М. : АСТ, 1997. — 400 с. — 11 000 екз. — ISBN 5-88011-014-1.
- Васильева Л. Н. Жёны русской короны. — М. : АСТ: Атлантида — XXI век. — Т. 1. — 416 с. — 10 000 екз. — ISBN 5-93238-001-2.
- Васильева Л. Н. Жёны русской короны. — М. : АСТ: Атлантида — XXI век. — Т. 2. — 560 с. — 10 000 екз. — ISBN 5-93238-002-0.
- Васильева Л. Н. Жена и муза. — М. : АСТ: Атлантида — XXI век, 1999. — (Биографии). — 10 000 екз. — ISBN 5-93238-003-9.
- Васильева Л. Н. Деловая переписка на английском языке. — М. : Айрис-Пресс: Рольф. — 352 с. — (Как сделать карьеру). — 13 000 екз. — ISBN 5-7836-0096-2.
- Васильева Л. Н. Тайна времени. — М. : Эксмо-Пресс: Атлантида — XXI век, 2001. — 416 с. — 7100 екз. — ISBN 5-04-007092-6.
- Васильева Л. Н. Лариса Васильева. Стихотворения. — М. : Эксмо-Пресс: Атлантида — XXI век, 2005. — 384 с. — (Лариса Васильева. Собрание сочинений). — 5100 екз. — ISBN 5-04-007090-X.
- Васильева Л. Н. Четыре женщины в окне. — М. : Молодая гвардия, 2005. — 432 с. — (Библиотека лирической поэзии «Золотой жираф»). — 2000 екз. — ISBN 5-235-02748-5.
- Васильева Л. Н. Семь дней творения. — М. : Вагриус, 2005. — 528 с. — 1000 екз. — ISBN 5-9697-0086-X.
- Васильева Л. Н., Желтов И. Г., Чикова Г. Ф. Правда о танке Т-34. — М. : Атлантида — XXI век, 2005. — 480 с. — 5000 екз. — ISBN 5-93238-079-9.
- Васильева Л. Н. Евдокия Московская. — М. : Бослен, 2012.
- Васильева Л. Н., Желтов И. Г. В прицеле — Прохоровка (в двух томах с приложением комплекта топографических карт). — Белгород : Константа, 2013.

### Громадська діяльність
З 1990-х років Лариса Васильєва активно займалася громадською діяльністю та благодійністю. Опублікувала низку статей з жіночої проблематики. Президент Міжнародної Ліги письменниць. Член Комісії з питань жінок, сім'ї та демографії при Президентові РФ. Президент інформаційної співдружності «Атлантида». Член журі національної літературної премії «Письменник року». Член комісії з монументального мистецтва при Московській міській думі.
2000 року Лариса Васильєва за підтримки мера Москви Ю. М. Лужкова та губернатора Московської області Б. В. Громова ініціювала питання про будівництво «справжнього» музею історії танка Т-34. Вже у 2001 році на 37-му кілометрі Дмитрівського шосе почалося будівництво і менш ніж через рік — у 60-ті роковини початку контрнаступу під Москвою — відкрився новий музей, створений як муніципальний заклад культури міста Лобня. У створенні та наповненні експозиції музею взяли участь державні та муніципальні органи, організації, установи, підприємства, громадські організації Москви та Московської області, міст Лобня, Долгопрудний, Митищі, Нижнього Тагілу та Харкова, а також Головне автобронетанкове управління Міністерства оборони Російської Федерації.

## Нагороди
- Орден Дружби народів[10]
- Орден «Знак Пошани»[10]
- Орден «Знак Пошани» (14 листопада 1980 року) — за велику роботу з підготовки та проведення Ігор XXII Олімпіади[11]
- Медаль ордена «За заслуги перед Вітчизною» II ступеня (20 серпня 1999 року) — за заслуги у розвитку фізичної культури та спорту, великий внесок у зміцнення дружби та співробітництва між народами[12].
- Премія міста Москви 2004 року в галузі літератури та мистецтва (16 серпня 2004 року) — за створення музейного комплексу «Історія танка Т-34»[13]
- Подяка Міністра культури та масових комунікацій Російської Федерації (15 березня 2006 року) — за значний внесок у розвиток російської літератури та з нагоди святкування Всесвітнього дня поезії[14].
- Відзнака «За заслуги перед Москвою» (Москва, 24 серпня 2010 року) — за великий внесок у розвиток культури та роботу з патріотичного виховання москвичів[15]
- Відзнака «За заслуги перед Московською областю» (13 листопада 2010 року)[16]
- Орден Дружби (1 квітня 2011 року) — за заслуги у розвитку вітчизняної культури та мистецтва, багаторічну плідну діяльність[17].
- Орден «За заслуги» ІІІ ступеня (Україна, 27 червня 2013 року) — за значний особистий внесок у державне будівництво, соціально-економічний, науково-технічний, культурно-освітній розвиток України, вагомі трудові здобутки та високий професіоналізм[18]
- Почесна грамота Московської міської думи (18 листопада 2015 року) — за заслуги перед міською спільнотою[19]